# Douzième district congressionnel de Floride
La 12e district du Congrès de Floride est un district situé le long de la côte du golfe du centre de la Floride. Le district comprend le comté de Citrus et le comté de Hernando, ainsi que la majeure partie du comté de Pasco, y compris les localités de New Port Richey, Dade City, Spring Hill et Homosassa Springs,,.
De 2013 à 2023, il couvre le comté de Pasco et certaines parties du nord du comté de Pinellas et du comté de Hillsborough.
Le district est actuellement représenté par le Républicain Gus Bilirakis.

## Géographie
| #   | Comté    | Siège       | Population |
| --- | -------- | ----------- | ---------- |
| 17  | Citrus   | Inverness   | 166 696    |
| 53  | Hernando | Brooksville | 212 807    |
| 105 | Pasco    | Dade City   | 632 996    |

### Villes de 10 000 personnes ou plus
- Spring Hill – 113 568
- Wesley Chapel – 64 866
- Land O' Lakes – 35 929
- Bayonet Point – 26 713
- Holiday – 24 939
- Jasmine Estates – 21 525
- New Port Richey – 16 728
- Elfers – 14 573
- Homosassa Springs – 14 283
- Hudson – 12 944
- Trinity – 11 924
- Shady Hills – 11 690
- Sugarmill Woods – 11 204
- Citrus Springs – 10 246

### Villes de 2 500 à 10 000 personnes
- Beverly Hills – 9 961
- Pine Ridge – 9 598
- Citrus Hills – 9 302
- Hernando – 9 284
- North Weeki Wachee – 9 131
- Brooksville – 8890
- Beacon Square – 8320
- Pasadena Hills – 7 570
- Inverness – 7 543
- Odessa – 7 538
- Dade City – 7 275
- Inverness Highlands South – 6 698
- Lecanto – 6 301
- Connerton – 5 282
- Floral City – 5 261
- Timber Pines – 5 163
- Ridge Manor – 4 743
- River Ridge – 4 702
- Brookridge – 4 658
- South Brooksville – 4 311
- Moon Lake – 4 214
- High Point – 3 837
- North Brooksville – 3 506
- Crystal River – 3 396
- Port Richey – 3 052
- Dade City North – 3 002
- Meadow Oaks – 2 842
- Inverness Highlands North – 2 707

## Historique de vote
| Année | Poste     | Résultats              |
| ----- | --------- | ---------------------- |
| 2004  | Président | Bush 58,0 % – 42,0 %   |
| 2008  | Président | McCain 50,0 % – 48,0 % |
| 2012  | Président | Romney 55,0 % – 45,0 % |
| 2016  | Président | Trump 60,0 % – 40,0 %  |
| 2020  | Président | Trump 57,0 % – 41,0 %  |

## Liste des représentants du district
| Membre                            | Parti       | Années                          | Congrès            | Histoire électorale | Zone géographique |
| --------------------------------- | ----------- | ------------------------------- | ------------------ | --- | --- |
| District établi le 3 janvier 1963 |             |                                 |                    | | |
| William C. Cramer (en)            | Républicain | 3 janvier 1963 - 3 janvier 1967 | 88e , 89e          | Redécoupage depuis le 1er district et réélu en 1962. Réélu en 1964. Redécoupage vers le 8e district.                                                                             | 1963–1967 |
| Dante Fascell                     | Démocrate   | 3 janvier 1967 - 3 janvier 1973 | 90e - 92e          | Redécoupage depuis le 4e district et réélu en 1966. Réélu en 1968. Réélu en 1970. Redécoupage vers le 15e district.                                                              | 1967–1973 |
| J. Herbert Burke (en)             | Républicain | 3 janvier 1973 - 3 janvier 1979 | 93e - 95e          | Redécoupage depuis le 10e district et réélu en 1972. Réélu en 1974. Réélu en 1976. Perds sa réélection.                                                                          | 1973–1983 |
| Edward J. Stack (en)              | Démocrate   | 3 janvier 1979 - 3 janvier 1981 | 96e                | Élu en 1978. Perds sa renomination. | 1973–1983 |
| Clay Shaw (en)                    | Républicain | 3 janvier 1981 - 3 janvier 1983 | 97e                | Élu en 1980. Redécoupage vers le 15e district. | 1973–1983 |
| Tom Lewis (en)                    | Républicain | 3 janvier 1983 - 3 janvier 1993 | 98e - 102e         | Élu en 1982. Réélu en 1984. Réélu en 1986. Réélu en 1988. Réélu en 1990. Redécoupage vers le 16e district.                                                                       | 1983–1993 |
| Charles T. Canady (en)            | Républicain | 3 janvier 1993 - 3 janvier 2001 | 103-106103e - 106e | Élu en 1992. Réélu en 1994. Réélu en 1996. Réélu en 1998. Retrait. | 1993–2003 |
| Adam Putnam                       | Républicain | 3 janvier 2001 - 3 janvier 2011 | 107e - 111e        | Élu en 2000. Réélu en 2002. Réélu en 2004. Réélu en 2006. Réélu en 2008. Retrait pour se présenter comme Commissaire de l'Agriculture et du Service aux Consommateurs de Floride | 1993–2003 |
| Adam Putnam                       | Républicain | 3 janvier 2001 - 3 janvier 2011 | 107e - 111e        | Élu en 2000. Réélu en 2002. Réélu en 2004. Réélu en 2006. Réélu en 2008. Retrait pour se présenter comme Commissaire de l'Agriculture et du Service aux Consommateurs de Floride | 2003–2013 Le district couvrait des zones plus à l'est et englobait une grande partie du Comté de Polk ainsi que des parties du comté rural et suburbain de l'est de Hillsborough et une petite partie de l'ouest du Comté d'Osceola, qui devint plus tard le centre du 9e district. |
| Dennis Ross                       | Républicain | 3 janvier 2011 - 3 janvier 2013 | 112e               | Élu en 2010. Redécoupage vers le 15e district. | |
| Gus Bilirakis                     | Républicain | 3 janvier 2013 - en cours       | 113e - 118e        | Redécoupage depuis le 9e district et réélu en 2012. Réélu en 2014. Réélu en 2016. Réélu en 2018. Réélu en 2020. Réélu en 2022.                                                   | 2013–2017 |
| Gus Bilirakis                     | Républicain | 3 janvier 2013 - en cours       | 113e - 118e        | Redécoupage depuis le 9e district et réélu en 2012. Réélu en 2014. Réélu en 2016. Réélu en 2018. Réélu en 2020. Réélu en 2022.                                                   | 2017–2023 2023-en cours |

## Résultats des récentes élections
Voici les résultats des dix précédents cycles électoraux dans le district.

### 2004
| Élection de 2004 du 12e district congressionnel de Floride | Élection de 2004 du 12e district congressionnel de Floride | Élection de 2004 du 12e district congressionnel de Floride | Élection de 2004 du 12e district congressionnel de Floride | Élection de 2004 du 12e district congressionnel de Floride |
| ---------------------------------------------------------- | ---------------------------------------------------------- | ---------------------------------------------------------- | ---------------------------------------------------------- | ---------------------------------------------------------- |
| Parti                                                      | Parti                                                      | Candidat                                                   | Votes                                                      | %                                                          |
|                                                            | Républicain                                                | Adam Putnam (sortant)                                      | 179 204                                                    | 64,89                                                      |
|                                                            | Démocrate                                                  | Bob Hagenmaier                                             | 96 965                                                     | 35,11                                                      |
| Total des votes                                            | Total des votes                                            | Total des votes                                            | 276 169                                                    | 100 %                                                      |
|                                                            | Les Républicains conservent                                |                                                            |                                                            |                                                            |

### 2006
| Élection de 2006 du 12e district congressionnel de Floride | Élection de 2006 du 12e district congressionnel de Floride | Élection de 2006 du 12e district congressionnel de Floride | Élection de 2006 du 12e district congressionnel de Floride | Élection de 2006 du 12e district congressionnel de Floride |
| ---------------------------------------------------------- | ---------------------------------------------------------- | ---------------------------------------------------------- | ---------------------------------------------------------- | ---------------------------------------------------------- |
| Parti                                                      | Parti                                                      | Candidat                                                   | Votes                                                      | %                                                          |
|                                                            | Républicain                                                | Adam Putnam (sortant)                                      | 124 452                                                    | 69,12                                                      |
|                                                            | Indépendant                                                | Joe Viscusi                                                | 34 976                                                     | 19,42                                                      |
|                                                            | Indépendant                                                | Ed Bowlin                                                  | 20 636                                                     | 11,46                                                      |
| Total des votes                                            | Total des votes                                            | Total des votes                                            | 180 064                                                    | 100 %                                                      |
|                                                            | Les Républicains conservent                                |                                                            |                                                            |                                                            |

### 2008
| Élection de 2008 du 12e district congressionnel de Floride | Élection de 2008 du 12e district congressionnel de Floride | Élection de 2008 du 12e district congressionnel de Floride | Élection de 2008 du 12e district congressionnel de Floride | Élection de 2008 du 12e district congressionnel de Floride |
| ---------------------------------------------------------- | ---------------------------------------------------------- | ---------------------------------------------------------- | ---------------------------------------------------------- | ---------------------------------------------------------- |
| Parti                                                      | Parti                                                      | Candidat                                                   | Votes                                                      | %                                                          |
|                                                            | Républicain                                                | Adam Putnam (sortant)                                      | 185 698                                                    | 57,46                                                      |
|                                                            | Démocrate                                                  | Doug Tudor                                                 | 137 465                                                    | 42,54                                                      |
| Total des votes                                            | Total des votes                                            | Total des votes                                            | 323 163                                                    | 100 %                                                      |
|                                                            | Les Républicains conservent                                |                                                            |                                                            |                                                            |

### 2010
| Élection de 2010 du 12e district congressionnel de Floride | Élection de 2010 du 12e district congressionnel de Floride | Élection de 2010 du 12e district congressionnel de Floride | Élection de 2010 du 12e district congressionnel de Floride | Élection de 2010 du 12e district congressionnel de Floride |
| ---------------------------------------------------------- | ---------------------------------------------------------- | ---------------------------------------------------------- | ---------------------------------------------------------- | ---------------------------------------------------------- |
| Parti                                                      | Parti                                                      | Candidat                                                   | Votes                                                      | %                                                          |
|                                                            | Républicain                                                | Dennis Ross (sortant)                                      | 102 704                                                    | 48,14                                                      |
|                                                            | Démocrate                                                  | Lori Edwards                                               | 87 769                                                     | 41,14                                                      |
|                                                            | Indépendant                                                | Randy Wilkinson                                            | 22 857                                                     | 10,71                                                      |
| Total des votes                                            | Total des votes                                            | Total des votes                                            | 213 330                                                    | 100 %                                                      |
|                                                            | Les Républicains conservent                                |                                                            |                                                            |                                                            |

### 2012
| Élection de 2012 du 12e district congressionnel de Floride | Élection de 2012 du 12e district congressionnel de Floride | Élection de 2012 du 12e district congressionnel de Floride | Élection de 2012 du 12e district congressionnel de Floride | Élection de 2012 du 12e district congressionnel de Floride |
| ---------------------------------------------------------- | ---------------------------------------------------------- | ---------------------------------------------------------- | ---------------------------------------------------------- | ---------------------------------------------------------- |
| Parti                                                      | Parti                                                      | Candidat                                                   | Votes                                                      | %                                                          |
|                                                            | Républicain                                                | Gus Bilirakis (sortant)                                    | 209 604                                                    | 63,5                                                       |
|                                                            | Démocrate                                                  | Jonathan Michael Snow                                      | 108 770                                                    | 32,9                                                       |
|                                                            | Indépendant                                                | John Russell                                               | 6 878                                                      | 2,1                                                        |
|                                                            | Indépendant                                                | Paul Siney Elliott                                         | 4915                                                       | 1,5                                                        |
| Total des votes                                            | Total des votes                                            | Total des votes                                            | 330 167                                                    | 100 %                                                      |
|                                                            | Les Républicains conservent                                |                                                            |                                                            |                                                            |

### 2014
| Élection de 2014 du 12e district congressionnel de Floride | Élection de 2014 du 12e district congressionnel de Floride | Élection de 2014 du 12e district congressionnel de Floride | Élection de 2014 du 12e district congressionnel de Floride |
| ---------------------------------------------------------- | ---------------------------------------------------------- | ---------------------------------------------------------- | ---------------------------------------------------------- |
| Parti                                                      | Parti                                                      | Candidat                                                   | %                                                          |
|                                                            | Républicain                                                | Gus Bilirakis (sortant)                                    | 100 %                                                      |
|                                                            | Les Républicains conservent                                |                                                            |                                                            |

### 2016
| Élection de 2016 du 12e district congressionnel de Floride | Élection de 2016 du 12e district congressionnel de Floride | Élection de 2016 du 12e district congressionnel de Floride | Élection de 2016 du 12e district congressionnel de Floride | Élection de 2016 du 12e district congressionnel de Floride |
| ---------------------------------------------------------- | ---------------------------------------------------------- | ---------------------------------------------------------- | ---------------------------------------------------------- | ---------------------------------------------------------- |
| Parti                                                      | Parti                                                      | Candidat                                                   | Votes                                                      | %                                                          |
|                                                            | Républicain                                                | Gus Bilirakis (sortant)                                    | 253 559                                                    | 68,6                                                       |
|                                                            | Démocrate                                                  | Robert Matthew Tager                                       | 116 110                                                    | 31,4                                                       |
| Total des votes                                            | Total des votes                                            | Total des votes                                            | 369 669                                                    | 100 %                                                      |
|                                                            | Les Républicains conservent                                |                                                            |                                                            |                                                            |

### 2018
| Élection de 2018 du 12e district congressionnel de Floride | Élection de 2018 du 12e district congressionnel de Floride | Élection de 2018 du 12e district congressionnel de Floride | Élection de 2018 du 12e district congressionnel de Floride | Élection de 2018 du 12e district congressionnel de Floride |
| ---------------------------------------------------------- | ---------------------------------------------------------- | ---------------------------------------------------------- | ---------------------------------------------------------- | ---------------------------------------------------------- |
| Parti                                                      | Parti                                                      | Candidat                                                   | Votes                                                      | %                                                          |
|                                                            | Républicain                                                | Gus Bilirakis (sortant)                                    | 194 564                                                    | 58,1                                                       |
|                                                            | Démocrate                                                  | Chris Hunter                                               | 132 844                                                    | 39,7                                                       |
|                                                            | Indépendant                                                | Angelika Purkis                                            | 7 510                                                      | 2,2                                                        |
| Total des votes                                            | Total des votes                                            | Total des votes                                            | 334 918                                                    | 100 %                                                      |
|                                                            | Les Républicains conservent                                |                                                            |                                                            |                                                            |

### 2020
| Élection de 2020 du 12e district congressionnel de Floride | Élection de 2020 du 12e district congressionnel de Floride | Élection de 2020 du 12e district congressionnel de Floride | Élection de 2020 du 12e district congressionnel de Floride | Élection de 2020 du 12e district congressionnel de Floride |
| ---------------------------------------------------------- | ---------------------------------------------------------- | ---------------------------------------------------------- | ---------------------------------------------------------- | ---------------------------------------------------------- |
| Parti                                                      | Parti                                                      | Candidat                                                   | Votes                                                      | %                                                          |
|                                                            | Républicain                                                | Gus Bilirakis (sortant)                                    | 284 941                                                    | 62,9                                                       |
|                                                            | Démocrate                                                  | Kimberly Walker                                            | 168 194                                                    | 37,1                                                       |
| Total des votes                                            | Total des votes                                            | Total des votes                                            | 453 135                                                    | 100 %                                                      |
|                                                            | Les Républicains conservent                                |                                                            |                                                            |                                                            |

### 2022
La primaire démocrate a été annulée. Kimberly Walker avance vers l'élection générale.
| Primaire républicaine de 2022 du 12e district congressionnel de Floride | Primaire républicaine de 2022 du 12e district congressionnel de Floride | Primaire républicaine de 2022 du 12e district congressionnel de Floride | Primaire républicaine de 2022 du 12e district congressionnel de Floride | Primaire républicaine de 2022 du 12e district congressionnel de Floride |
| ----------------------------------------------------------------------- | ----------------------------------------------------------------------- | ----------------------------------------------------------------------- | ----------------------------------------------------------------------- | ----------------------------------------------------------------------- |
| Parti                                                                   | Parti                                                                   | Candidat                                                                | Votes                                                                   | %                                                                       |
|                                                                         | Républicain                                                             | Gus Bilirakis (sortant)                                                 | 67 189                                                                  | 79,7                                                                    |
|                                                                         | Républicain                                                             | Jack Martin                                                             | 7 790                                                                   | 9,2                                                                     |
|                                                                         | Républicain                                                             | Chris Leiser                                                            | 4 000                                                                   | 4,7                                                                     |
|                                                                         | Républicain                                                             | Brian Perras                                                            | 3 217                                                                   | 3,8                                                                     |
|                                                                         | Républicain                                                             | Sid Preskitt                                                            | 2 142                                                                   | 2,5                                                                     |

| Élection de 2022 du 12e district congressionnel de Floride | Élection de 2022 du 12e district congressionnel de Floride | Élection de 2022 du 12e district congressionnel de Floride | Élection de 2022 du 12e district congressionnel de Floride | Élection de 2022 du 12e district congressionnel de Floride |
| ---------------------------------------------------------- | ---------------------------------------------------------- | ---------------------------------------------------------- | ---------------------------------------------------------- | ---------------------------------------------------------- |
| Parti                                                      | Parti                                                      | Candidat                                                   | Votes                                                      | %                                                          |
|                                                            | Républicain                                                | Gus Bilirakis (sortant)                                    | 226 583                                                    | 70,4                                                       |
|                                                            | Démocrate                                                  | Kimberly Walker                                            | 95 377                                                     | 29,6                                                       |
|                                                            | Indépendant                                                | Charles Smith (write-in)                                   | 4                                                          | 0.0                                                        |
| Total des votes                                            | Total des votes                                            | Total des votes                                            | 321 964                                                    | 100 %                                                      |
|                                                            | Les Républicains conservent                                |                                                            |                                                            |                                                            |

### 2024
La primaire démocrate a été annulée. Rock Aboujaoude Jr. avance vers l'élection générale
| Primaire républicaine de 2024 du 12e district congressionnel de Floride | Primaire républicaine de 2024 du 12e district congressionnel de Floride | Primaire républicaine de 2024 du 12e district congressionnel de Floride | Primaire républicaine de 2024 du 12e district congressionnel de Floride | Primaire républicaine de 2024 du 12e district congressionnel de Floride |
| ----------------------------------------------------------------------- | ----------------------------------------------------------------------- | ----------------------------------------------------------------------- | ----------------------------------------------------------------------- | ----------------------------------------------------------------------- |
| Parti                                                                   | Parti                                                                   | Candidat                                                                | Votes                                                                   | %                                                                       |
|                                                                         | Républicain                                                             | Gus Bilirakis (sortant)                                                 | 67 189                                                                  | 79,7                                                                    |
|                                                                         | Républicain                                                             | Harry Dunlap                                                            | 7 790                                                                   | 9,2                                                                     |

| Élection de 2024 du 12e district congressionnel de Floride | Élection de 2024 du 12e district congressionnel de Floride | Élection de 2024 du 12e district congressionnel de Floride | Élection de 2024 du 12e district congressionnel de Floride | Élection de 2024 du 12e district congressionnel de Floride |
| ---------------------------------------------------------- | ---------------------------------------------------------- | ---------------------------------------------------------- | ---------------------------------------------------------- | ---------------------------------------------------------- |
| Parti                                                      | Parti                                                      | Candidat                                                   | Votes                                                      | %                                                          |
|                                                            | Républicain                                                | Gus Bilirakis (sortant)                                    | 306 487                                                    | 71,0                                                       |
|                                                            | Démocrate                                                  | Rock Aboujaoude Jr.                                        | 124 949                                                    | 29,0                                                       |
| Total des votes                                            | Total des votes                                            | Total des votes                                            | 431 436                                                    | 100 %                                                      |
|                                                            | Les Républicains conservent                                |                                                            |                                                            |                                                            |